# SC-FDMA
Aquesta tècnica també es pot definir com una versió de OFDMA i SC/FDE on les etapes de precodificació i precodificació inversa s'afegeixen al transmissor i receptor respectivament.

## Transmissor i receptor de LP-OFDMA/SC-FDMA

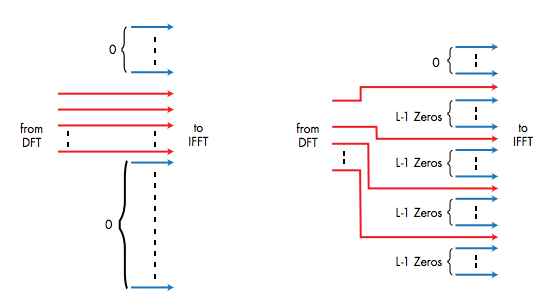
Mapeig localitzat i Mapeig distribuït

El procés de transmissió de l'esquema SC-FDMA és molt semblant al de OFDMA. Per un usuari determinat es mapa la seqüència de bits transmesos a una constel·lació de símbols complexes (BPSK o M-QAM). La seqüència complexa resultant és transformada per un bloc de precodificació que consisteix en una DFT. La DFT és la que permet realitzar l'equalització en el domini freqüencial, com que la mida de la DFT no creix linealment amb la llargada de la resposta del canal la complexitat de l'equalització en el domini freqüencial és menor que la dels equalitzadors en domini temporal de canals de banda ampla.
El mapeig de subportadores assigna els valors complexes de la sortida de la DFT a les amplituds de les subportadores seleccionades. Es poden classificar en dos tipus: mapeig adjacent o entrellaçat. En el mapeig adjacent LFDMA les sortides de la DFT s'assignen a un subconjunt de subportadores consecutives utilitzant una fracció de l'amplada de banda del sistema. En el mapeig distribuït o entrellaçat (IFDMA), les sortides de la DFT s'assignen a subportadores no contínues dins de l'amplada de banda del sistema. Les subportadores no utilitzades seran forçades a amplitud zero.
A partir d'aquí el procés de transmissió torna a ser semblant al de OFDMA: mitjançant una transformada de Fourier inversa (IDFT) es converteix cada símbol del domini freqüencial al domini temporal. Posteriorment se li afegeix un prefix cíclic (CP) que copiarà una porció de les mostres del final del bloc al principi d'aquest i que convertirà la convolució lineal amb la resposta impulsional del canal e una convolució circular, el prefix cíclic permet al receptor absorbir molt més eficientment el retard de dispersió (causat pel multicamí) entre blocs i a la vegada mantenir l'ortogonalitat freqüencial. El CP ocupa una durada anomenada temps de guarda, una redundància temporal que s'ha de tenir en compte en els càlculs de velocitats de dades. La longitud d'aquest prefix ha de ser més gran que la resposta a l'impuls del canal per tal d'evitar interferència intersimbòlica (ISI).
Finalment el bloc DAC/RF modula les mostres per transmetre-les pel canal de radiofreqüència.
El receptor aplica les operacions inverses del transmissor.
- DFT: Transformada discreta de Fourier
- IDFT: Transformada discreta de Fourier inversa
- CP: prefix cíclic
- PS: Conformació de pols
- DAC: Convertidor digital-analògic
- RF: Senyal de ràdio freqüència
- ADC: Convertidor analògic-digital
- LP-OFDMA: OFDMA linealment precodificat

## Propietats útils
Amb comparació a OFDMA:
- Baix PAPR (factor de cresta).
- Més robust davant els valors nuls de l'espectre.
- Sensibilitat baixa davant el offset de la freqüència portadora.
- Complexitat del transmissor menor.